# Freziera alata
Freziera alata  es una especie de planta con flor en la familia Theaceae. 
Endémica de Bolivia, se la ha registrado en tres localidades dentro de una pequeña área en el Departamento La Paz.

## Fuente
- World Conservation Monitoring Centre 1998.  Freziera alata.   2006 IUCN Lista Roja de Especies Amenazadas; bajado 21 de agosto de 2007